# Wintergast

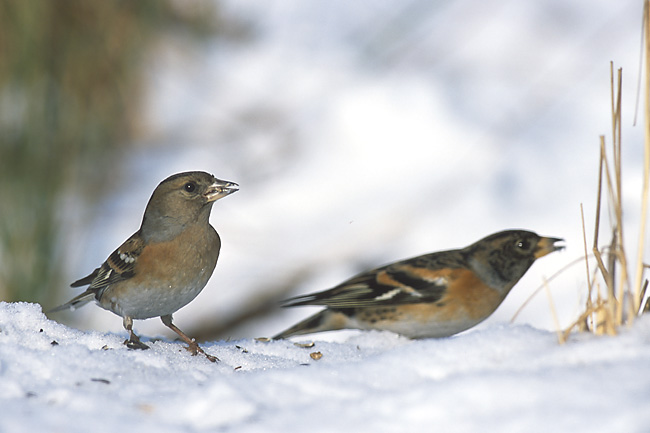
De keep is in de Lage Landen een typische wintergast uit Noord-Europa

Een wintergast is een vogel die in het winterhalfjaar noordelijk gelegen streken waarin hij heeft gebroed, verlaat om in zuidelijker gelegen streken met een gematigder klimaat te overwinteren. Aldus verlaten miljoenen vogels Scandinavië en Noord-Rusland. Degenen die zuidwestwaarts trekken, komen naar Nederland, België, West-Frankrijk en Zuid-Engeland en soms nog verder. In deze streken is het klimaat gematigder onder invloed van de Golfstroom. Daardoor blijft er wel voedsel aanwezig.
Echte wintergasten in Nederland zijn:
- Kleine zwaan
- Wilde zwaan
- Taigarietgans
- Rotgans
- Toendrarietgans
- Kleine rietgans
- Ruigpootbuizerd
- Koperwiek
- Keep